# 陈敏 (1972年)
陈敏（1972年10月—），男，汉族，江西赣州人，中国共产党党员，中华人民共和国政治人物。

## 生平
曾任江西省鹰潭市市长、中共江西省萍乡市委书记。2023年，升任江西省人民政府副省长。2024年，升任中共江西省委常委、省委秘书长。